# Anwar El Ghazi
Anwar El-Ghazi (Barendrecht, 3 maggio 1995) è un calciatore olandese, centrocampista o ala svincolato.

## Caratteristiche tecniche
Ala destra dall'ottimo dribbling e dalla rapidità di movimenti, nonostante i suoi 188 cm, riesce a saltare gli avversari con facilità ed è dotato di un gran tiro.

## Carriera

### Club

#### Gli inizi, Ajax
Cresciuto nel settore giovanile dello Sparta Rotterdam, El Ghazi ha firmato per l'Ajax nel luglio del 2013. Ha fatto il suo debutto ufficiale nella Johan Cruijff Schaal del 2014 contro lo Zwolle e il 17 agosto dello stesso anno ha segnato il suo primo gol in Eredivisie contro l'AZ Alkmaar. Ha segnato il suo primo gol in Champions League il 22 ottobre 2014 al Camp Nou contro il Barcellona, diventando il primo giocatore a segnare in casa del club catalano dall'inizio della stagione 2014-2015, dove i blaugrana non subivano gol da cinque partite.
Termina la stagione 2014-2015 con 9 gol segnati in 31 partite di Eredivisie (su 34) più altre 12 partite e 1 gol segnato tra Coppa d'Olanda, Champions ed Europa League.
Il 9 agosto 2015, nella prima giornata di Eredivisie, sigla una doppietta ai danni dell'AZ Alkmaar, in una partita finita poi 3-1. La settimana successiva, in casa contro il Willem II, si rende ancora protagonista con un'altra doppietta. Durante la quarta giornata di campionato segna la terza doppietta stagionale e fornisce un assist ai danni del Den Haag. Due giornate dopo, in trasferta contro l'Excelsior, segna il primo dei due gol che portano la sua squadra alla vittoria. Il 18 ottobre segna il primo dei due gol contro l'Heracles con un tiro da fuori area dopo aver scartato due avversari. Il 31 gennaio, 21ª giornata di campionato contro il Roda, torna al gol nella partita poi finita 2-2. Si ripete 2 giornate dopo, nella trasferta, col Groningen. Nella 28ª giornata, partita chiave per il primato in classifica contro il capolista PSV, contribuisce alla vittoria per 2-0 segnando il secondo dei due gol.
Alla sua terza stagione con la maglia dell'Ajax segna la sua prima rete stagionale e in coppa d'Olanda contro il Kozakken Boys. Segna il secondo gol stagionale, in Europa League, contro lo Standard Liegi.

#### Lille, Aston Villa ed Everton
Durante il mercato invernale cambia squadra e si accasa tra le file del Lille per la cifra di 7 milioni di euro. In un anno e mezzo mette insieme 44 presenze e 6 gol in tutto.
Nell’estate del 2018 viene ceduto in prestito all’Aston Villa. Con 6 gol contribuisce al ritorno del club inglese in Premier League venendo poi riscattato a fine stagione per 9 milioni di euro. Anche in massima serie difende il posto da titolare segnando diversi gol.
Nel gennaio del 2022 passa in prestito all’Everton con cui gioca solo 2 partite di Premier.

#### Ritorno in Olanda
Il 31 agosto 2022, El Ghazi fa ritorno in Olanda, firmando per il PSV.
Il 1º settembre 2023, rescinde il proprio contratto con il club.

#### Magonza e Cardiff
Il 22 settembre 2023, El Ghazi si accasa a parametro zero al Magonza, nella Bundesliga tedesca. Poco più di un mese dopo, a causa della pubblicazione sui social di alcuni post pro-Palestina, dapprima viene sospeso e in seguito, il 3 novembre, il club tedesco decide di licenziarlo per non essersi scusato per quanto accaduto. Vince poi la causa per licenziamento illegittimo al tribunale del lavoro di Magonza che impone al club di corrispondergli un milione tra stipendi e bonus non pagati.
Dopo essersi svincolato dal club tedesco il 31 luglio 2024, il giorno seguente viene ingaggiato dal Cardiff.

### Nazionale
Nel mese di ottobre del 2015 viene convocato per la prima volta dalla nazionale olandese per le partite di qualificazione agli Europei del 2016 contro Kazakistan e Repubblica Ceca.

## Statistiche

### Presenze e reti nei club
Statistiche aggiornate al 29 marzo 2025
| Stagione           | Squadra            | Campionato         | Campionato | Campionato | Coppe nazionali | Coppe nazionali | Coppe nazionali | Coppe continentali | Coppe continentali | Coppe continentali | Altre coppe | Altre coppe | Altre coppe | Totale | Totale |
| Stagione           | Squadra            | Comp               | Pres       | Reti       | Comp            | Pres            | Reti            | Comp               | Pres               | Reti               | Comp        | Pres        | Reti        | Pres   | Reti   |
| ------------------ | ------------------ | ------------------ | ---------- | ---------- | --------------- | --------------- | --------------- | ------------------ | ------------------ | ------------------ | ----------- | ----------- | ----------- | ------ | ------ |
| 2014-2015          | Ajax               | ED                 | 31         | 9          | CO              | 2               | 0               | UCL+UEL            | 5+4                | 1+0                | SO          | 0           | 0           | 42     | 10     |
| 2015-2016          | Ajax               | ED                 | 27         | 11         | CO              | 1               | 0               | UCL+UEL            | 2+7                | 0                  |             | -           | -           | 37     | 11     |
| 2016-gen. 2017     | Ajax               | ED                 | 12         | 0          | CO              | 2               | 1               | UCL+UEL            | 4+2                | 0+1                |             | -           | -           | 20     | 2      |
| nov. 2016          | Jong Ajax          | EE                 | 4          | 4          | -               | -               | -               | -                  | -                  | -                  | -           | -           | -           | 4      | 4      |
| Totale Ajax        | Totale Ajax        | Totale Ajax        | 70         | 20         |                 | 5               | 1               |                    | 24                 | 2                  |             | 0           | 0           | 99     | 23     |
| gen.-giu. 2017     | Lilla              | L1                 | 12         | 1          | CF+CdL          | 1+0             | 1+0             | -                  | -                  | -                  | -           | -           | -           | 13     | 2      |
| 2017-2018          | Lilla              | L1                 | 27         | 4          | CF+CdL          | 2+2             | 0+0             | -                  | -                  | -                  | -           | -           | -           | 31     | 4      |
| Totale Lilla       | Totale Lilla       | Totale Lilla       | 39         | 5          |                 | 5               | 1               |                    | 0                  | 0                  |             | 0           | 0           | 44     | 6      |
| 2018-2019          | Aston Villa        | FLC                | 31+3       | 5+1        | FACup+CdL       | 1+1             | 0+0             | -                  | -                  | -                  | -           | -           | -           | 36     | 6      |
| 2019-2020          | Aston Villa        | PL                 | 34         | 4          | FACup+CdL       | 1+5             | 1+1             | -                  | -                  | -                  | -           | -           | -           | 40     | 6      |
| 2020-2021          | Aston Villa        | PL                 | 28         | 10         | FACup+CdL       | 0+3             | 0+1             | -                  | -                  | -                  | -           | -           | -           | 31     | 11     |
| 2021-gen. 2022     | Aston Villa        | PL                 | 9          | 1          | FACup+CdL       | 1+2             | 0+2             | -                  | -                  | -                  | -           | -           | -           | 12     | 3      |
| Totale Aston Villa | Totale Aston Villa | Totale Aston Villa | 105        | 21         |                 | 14              | 5               |                    | -                  | -                  |             | -           | -           | 119    | 26     |
| gen.-giu. 2022     | Everton            | PL                 | 2          | 0          | FACup+CdL       | 0+0             | 0+0             | -                  | -                  | -                  | -           | -           | -           | 2      | 0      |
| 2022-2023          | PSV                | ED                 | 23         | 8          | CO              | 3               | 0               | UCL+UEL            | 0+5                | 0+1                | SO          | 0           | 0           | 31     | 9      |
| ago.-set. 2023     | PSV                | ED                 | 1          | 0          | CO              | 0               | 0               | UCL                | 0                  | 0                  | SO          | 1           | 0           | 2      | 0      |
| Totale PSV         | Totale PSV         | Totale PSV         | 24         | 8          |                 | 3               | 0               |                    | 5                  | 1                  |             | 1           | 0           | 33     | 9      |
| set.-nov. 2023     | Magonza            | BL                 | 3          | 0          | CG              | -               | -               | -                  | -                  | -                  | -           | -           | -           | 3      | 0      |
| 2024-2025          | Cardiff City       | FLC                | 25         | 2          | FACup+CdL       | 2+0             | 0+0             | -                  | -                  | -                  | -           | -           | -           | 27     | 2      |
| Totale carriera    | Totale carriera    | Totale carriera    | 271        | 60         |                 | 29              | 7               |                    | 24                 | 3                  |             | 0           | 0           | 324    | 70     |

### Cronologia presenze e reti in nazionale
| Cronologia completa delle presenze e delle reti in nazionale ― Paesi Bassi | Cronologia completa delle presenze e delle reti in nazionale ― Paesi Bassi | Cronologia completa delle presenze e delle reti in nazionale ― Paesi Bassi | Cronologia completa delle presenze e delle reti in nazionale ― Paesi Bassi | Cronologia completa delle presenze e delle reti in nazionale ― Paesi Bassi | Cronologia completa delle presenze e delle reti in nazionale ― Paesi Bassi | Cronologia completa delle presenze e delle reti in nazionale ― Paesi Bassi | Cronologia completa delle presenze e delle reti in nazionale ― Paesi Bassi |
| Data                                                                       | Città                                                                      | In casa                                                                    | Risultato                                                                  | Ospiti                                                                     | Competizione                                                               | Reti                                                                       | Note                                                                       |
| -------------------------------------------------------------------------- | -------------------------------------------------------------------------- | -------------------------------------------------------------------------- | -------------------------------------------------------------------------- | -------------------------------------------------------------------------- | -------------------------------------------------------------------------- | -------------------------------------------------------------------------- | -------------------------------------------------------------------------- |
| 10-10-2015                                                                 | Astana                                                                     | Kazakistan                                                                 | 1 – 2                                                                      | Paesi Bassi                                                                | Qual. Euro 2016                                                            | -                                                                          | 72’                                                                        |
| 13-10-2015                                                                 | Amsterdam                                                                  | Paesi Bassi                                                                | 2 – 3                                                                      | Rep. Ceca                                                                  | Qual. Euro 2016                                                            | -                                                                          | 69’                                                                        |
| Totale                                                                     |                                                                            | Presenze                                                                   | 2                                                                          |                                                                            | Reti                                                                       | 0                                                                          |                                                                            |

## Palmarès
- Coppa dei Paesi Bassi: 1

PSV: 2022-2023
- Supercoppa dei Paesi Bassi: 1

PSV: 2023